# Spergularia
Genre
Classification phylogénétique
Spergularia (les spergulaires) est un genre de plantes à fleurs de la famille des Caryophyllaceae. 

## Description
Les plantes du genre Spergularia sont herbacées, à port étalé et pourvues de tiges grêles. Les feuilles sont opposées.

## Espèces en France
- Spergulaire de Boccone : Spergularia bocconei[1]
- Spergulaire de Heldreich : Spergularia heldreichii[1]
- Spergulaire marine : Spergularia marina
- Spergulaire à grosses racines : Spergularia macrorrhiza[2]
- Spergulaire marginée : Spergularia media[1]
- Spergulaire pourpre : Spergularia purpurea[3].
- Spergulaire rouge : Spergularia rubra[1],[4].
- Spergulaire des rochers : Spergularia rupicola
- Spergulaire du sel : Spergularia salina[1]
- Spégulaire de Tanger : Spergularia tangerina[1]

## Liste complète d'espèces
Le genre compte environ 175 espèces dans le monde.